# 相馬義胤 (二代当主)
相馬 義胤（そうま よしたね、生没年不詳）は鎌倉時代の武将。千葉氏の庶流相馬氏二代当主。父は相馬師常。鎌倉幕府御家人。五郎。兵衛。別名に能胤（読み同じ。尚、「義」の字は鎌倉幕府の執権・北条義時から偏諱を賜ったものと思われる）。子に胤綱（たねつな）、女子（岩松氏祖・岩松時兼妻）（異説あり）。
建仁元年（1201年）、父の師常が隠居したために家督を継ぐ。元久元年（1204年）、畠山重忠の乱が起こると、重忠と縁戚関係（義胤の祖母は重忠の叔母）であったにもかかわらず、北条義時に与して重忠を討った。この功により、陸奥国の一部（高城保）を地頭職として任されている。
承久3年（1221年）、承久の乱が起こると子の胤綱と共に（孫の相馬胤継（たねつぐ）もいたとも）幕府軍として参陣して、宇治川の戦いや近江瀬田橋の戦いで活躍して、軍功を挙げた。
その後も御家人として幕府に忠実に仕え、越後、大和にも所領を得ていた。